# Cetshwayo kaMpande
Cetshwayo kaMpande (/kɛtʃˈwaɪ.oʊ/; c. 1826 – 8 de fevereiro de 1884) foi o monarca do Reino Zulu de 1872 a 1879. Ele liderou sua nação na dramática e sangrenta Guerra Anglo-Zulu de 1879. Ele liderou as tropas zulu numa vitória importante na Batalha de Isandhlwana contra o Reino Unido, mas ele não conseguiu vencer a guerra para o seu povo. Seu legado entre a sociedade zulu é grande devido a sua resistência ao imperialismo europeu.